# Apanteles antsirabensis
Apanteles antsirabensis är en stekelart som beskrevs av Granger 1949. Apanteles antsirabensis ingår i släktet Apanteles och familjen bracksteklar. Inga underarter finns listade i Catalogue of Life.